# Ivan Vejvoda
Ivan Vejvoda né le 27 décembre 1949 à Belgrade, est un politologue, diplomate et éditeur serbe. Il est diplômé de l'Institut d'études politiques de Paris (1972) et d'études doctorales à Belgrade. 
- Senior Vice-Président du German Marshall Fund of the United States (2014-
- Vice-President du German Marshall Fund of the United States (2010-2013)
- Ancien président du Balkans Trust for Democracy, important projet du German Marshall Fund of the United States (2003-2010)
- Ancien conseiller diplomatique du premier ministre du gouvernement de Serbie, Zoran Đinđić. et Zoran Živković (2002-2003)
- Ancien Directeur exécutif de la Fondation Soros à Belgrade (1998-2002)
- Ancien chercheur (Research Fellow), Sussex European Institute, University of Sussex, UK, (1993-1996)
- Ancien chercheur auprès de l'Institute for European Studies de Belgrade (1984-1993)
- Ancien professeur invité en études européennes au Macalester College, Minnesota (1996-97) and au Smith College Massachusetts (1997-98).

Ivan Vejvoda a également travaillé comme coéditeur de la collection « Libertas » (collection de la maison d'édition serbe Filip Višnjić) et a traduit du français des ouvrages de Jean-Jacques Rousseau et de Jacques Derrida.

## Distinctions
- Officier dans l'Ordre national du Mérite français
- Commandeur de l'Ordre de l'Étoile de la solidarité italienne

## Publications
Ivan Vejvoda a publié de nombreux ouvrages et articles sur la transition démocratique dans les pays d'Europe de l'Est.
- "Civil Society versus Slobodan Milošević: Serbia (1991-2000)", in Civil Resistance and Power Politics: The Experience of Non-Violent Action from Gandhi to the Present; (eds: Adam Roberts, Timothy Garton Ash), Oxford, OUP, 2009
- Bosnia-Herzegovina: Unfinished Business, 2005
- Serbia after four years of transition, 2004
- No Magic Wand, 2004
- U.S. Policy Toward Southeast Europe: Unfinished Business in the Balkans, 2004
- Democratization Central and Eastern Europe (Co-editor with Mary Kaldor), London and New York, Pinter, 1999
- Yugoslavia and after : a study in fragmentation, despair and rebirth, (Co-editor with David Dyker) New York : Addison-Wesley Longman, 1996. (OCLC 153999466)

## Source
- Biographie de I. Vejvoda sur le site du GMF
- Décoration de I. Vejvoda